# Rybany
Rybany és un poble i municipi d'Eslovàquia que es troba a la regió de Trenčín.

## Història
La primera menció escrita de la vila es remunta al 1323.

## Demografia
| Godina             | 1994 | 2004   | 2014   | 2024   |
| ------------------ | ---- | ------ | ------ | ------ |
| Nombre de persones | 1495 | 1487   | 1446   | 1489   |
| Diferència         |      | −0,53% | −2,75% | +2,97% |

| Godina             | 2023 | 2024   |
| ------------------ | ---- | ------ |
| Nombre de persones | 1517 | 1489   |
| Diferència         |      | −1,84% |

## Persones il·lustres
- Marián Masný (1950): futbolista eslovac de la dècada de 1970[4]